# FC Hertha 03 Zehlendorf

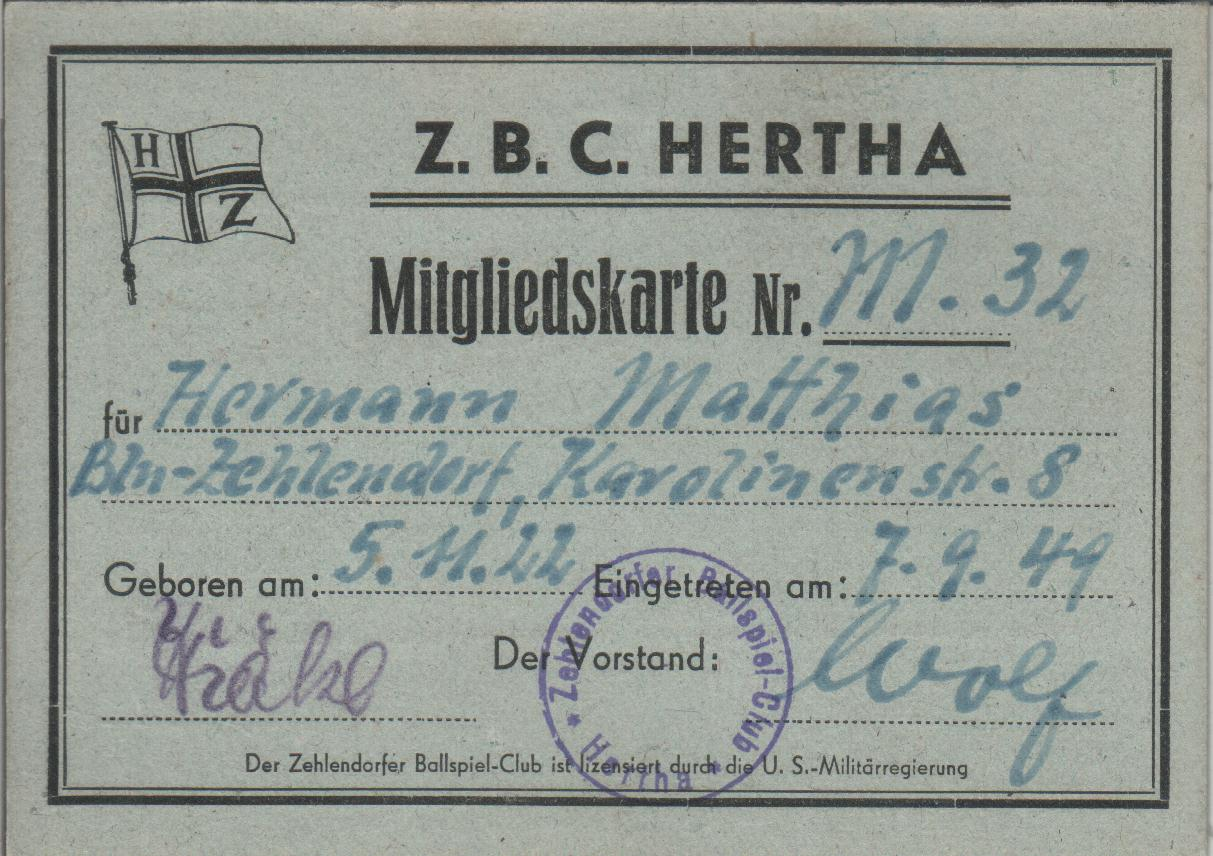
Lidmaatschapskaart

FC Hertha 03 Zehlendorf is een voetbalclub uit Zehlendorf, een stadsdeel van de Duitse hoofdstad Berlijn.
De club werd op 10 maart 1903 opgericht als Tor- und Fußballclub Germania 03 Zehlendorf. Na enkele fusies nam de club in 1919 zijn huidige naam aan.
Na de Tweede Wereldoorlog speelde de club in de Berliner Stadtliga en de Regionalliga Berlin. In 1969 en 1970 nam de club deel aan de eindronde voor een ticket in de Bundesliga maar slaagde er niet in te promoveren.
In 1994 speelde de club in de heropgerichte Regionalliga tot 1998. In 2001 degradeerde de club naar de Verbandsliga Berlijn. In het seizoen 2013/2014 werd de club kampioen van de Berlin-Liga en promoveerde daarmee naar de Oberliga. Dertig jaar later, in 2024 keerde de club weer terug in de Regionalliga Nordost.